# Tadeusz Zawodziński
Tadeusz Zawodziński (ur. 26 czerwca 1896 w Samarkandzie, zm. wiosną 1940 w Katyniu) – lekarz ginekolog położnik, docent doktor habilitowany, podporucznik lekarz Wojska Polskiego, ofiara zbrodni katyńskiej.

## Życiorys
Urodził się w rodzinie Kazimierza (zm. 1911) i Stefanii z Junosza-Trojan-Piotrowskich (1866–1944). Ukończył gimnazjum im. Mikołaja Reja w Warszawie. Przez 2,5 roku studiował medycynę na Uniwersytecie z Moskwie. W Moskwie działał w POW. U kresu I wojny światowej w lutym 1918 przybył do Warszawy. Po odzyskaniu przez Polskę niepodległości wstąpił do Wojska Polskiego. Uczestniczył w obronie Lwowa w czasie wojny polsko-ukraińskiej (1918–1919) służąc w składach polskich pociągów pancernych „Piłsudczyk” „Generał Sosnkowski”. Następnie uczestniczył w wojnie polsko-bolszewickiej. Został awansowany do stopnia podporucznika ze starszeństwem z 1 października 1920. W 1921 uczestniczył w III powstaniu śląskim. W 1934 był zweryfikowany w Korpusie Oficerów Sanitarnych Lekarzy z lokatą 18. Ukończył studia na Wydziale Lekarskim Uniwersytetu Warszawskiego w 1925 uzyskując tytuł doktora. Był uczniem prof. Adama Ferdynanda Czyżewicza. Został zatrudniony w Klinice Ginekologiczno-Położniczej i Chorób Kobiecych Uniwersytetu Warszawskiego (I Klinika Położnictwa i Ginekologii w Warszawie), kolejno jako asystent, adiunkt, docent. Działał w Towarzystwo Ginekologicznym, od 1934 pełnił funkcję redaktora naczelnego czasopisma „Ginekologia Polska”. W 1936 uzyskał habilitację w zakresie położnictwa i ginekologii. Publikował w zakresie swojej specjalizacji lekarskiej. Od 26 czerwca 1929 był żonaty.
Po wybuchu II wojny światowej 1939 podczas kampanii wrześniowej był przydzielony i służył w Szpitalu Okręgowy Nr I przy Okręgu Korpusu Nr I w Warszawie. Po agresji ZSRR na Polskę z 17 września 1939 został aresztowany przez sowietów. Był przetrzymywany w obozie w Kozielsku. Wiosną 1940 został przetransportowany do Katynia i rozstrzelany przez funkcjonariuszy Obwodowego Zarządu NKWD w Smoleńsku oraz pracowników NKWD przybyłych z Moskwy na mocy decyzji Biura Politycznego KC WKP(b) z 5 marca 1940. Został pochowany na terenie obecnego Polskiego Cmentarza Wojennego w Katyniu, gdzie w 1943 jego ciało zidentyfikowano podczas ekshumacji prowadzonych przez Niemców pod numerem 3379. Przy zwłokach zostały odnalezione: list oraz pocztówka, którą nadała Stefania Zawodzińska.
Grób symboliczny znajduje się na cmentarzu Powązkowskim w Warszawie (kwatera 64-3-23).

## Publikacje

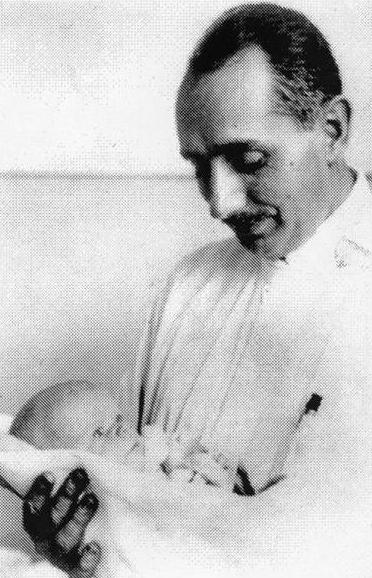
Tadeusz Zawodziński jako lekarz

- Próba odchylenia dopełniacza w rzeżączce u kobiet (1930, współautorka: Zofia Milińska-Szwojnicka)
- Praktyczne wiadomości z hormonologii w zakresie chorób kobiecych (1932)
- W sprawie rzadkich postaci ropnego zapalenia przymacicza (1935)
- W sprawie wartości nacięcia tylnego sklepienia pochwy (kolpotomja) w leczeniu wysięków zapalnych organów miednicy małej (1935)
- Przyczynek do leczniczego działania oestronu w przypadkach braku miesiączki (1937)
- Obecny stan hormonoterapii w ginekologii (1939)
- Réaction de la déviation du complément pour le diagnostic de la blennorragie chez la femme (współautor)

## Ordery i odznaczenia
- Krzyż Walecznych (1921)[7]
- Krzyż na Śląskiej Wstędze Waleczności i Zasługi[2]
- Medal Pamiątkowy za Wojnę 1918–1921[2]

## Upamiętnienie
5 października 2007 roku Minister Obrony Narodowej Aleksander Szczygło awansował go pośmiertnie do stopnia porucznika. Awans został ogłoszony 9 listopada 2007 roku w Warszawie, w trakcie uroczystości „Katyń Pamiętamy – Uczcijmy Pamięć Bohaterów”.
W ramach akcji „Katyń... pamiętamy” / „Katyń... Ocalić od zapomnienia” został zasadzony Dąb Pamięci, honorujący Tadeusza Zawodzińskiego w Lurnea w stanie Nowa Południowa Walia (Australia). Analogicznie został tam upamiętniony kpt Edward Łopatto.